# Stenkornlöpare
Stenkornlöpare (Amara curta) är en skalbaggsart som beskrevs av Pierre François Marie Auguste Dejean 1828. Stenkornlöpare ingår i släktet Amara, och familjen jordlöpare. Arten är reproducerande i Sverige.

## Bildgalleri

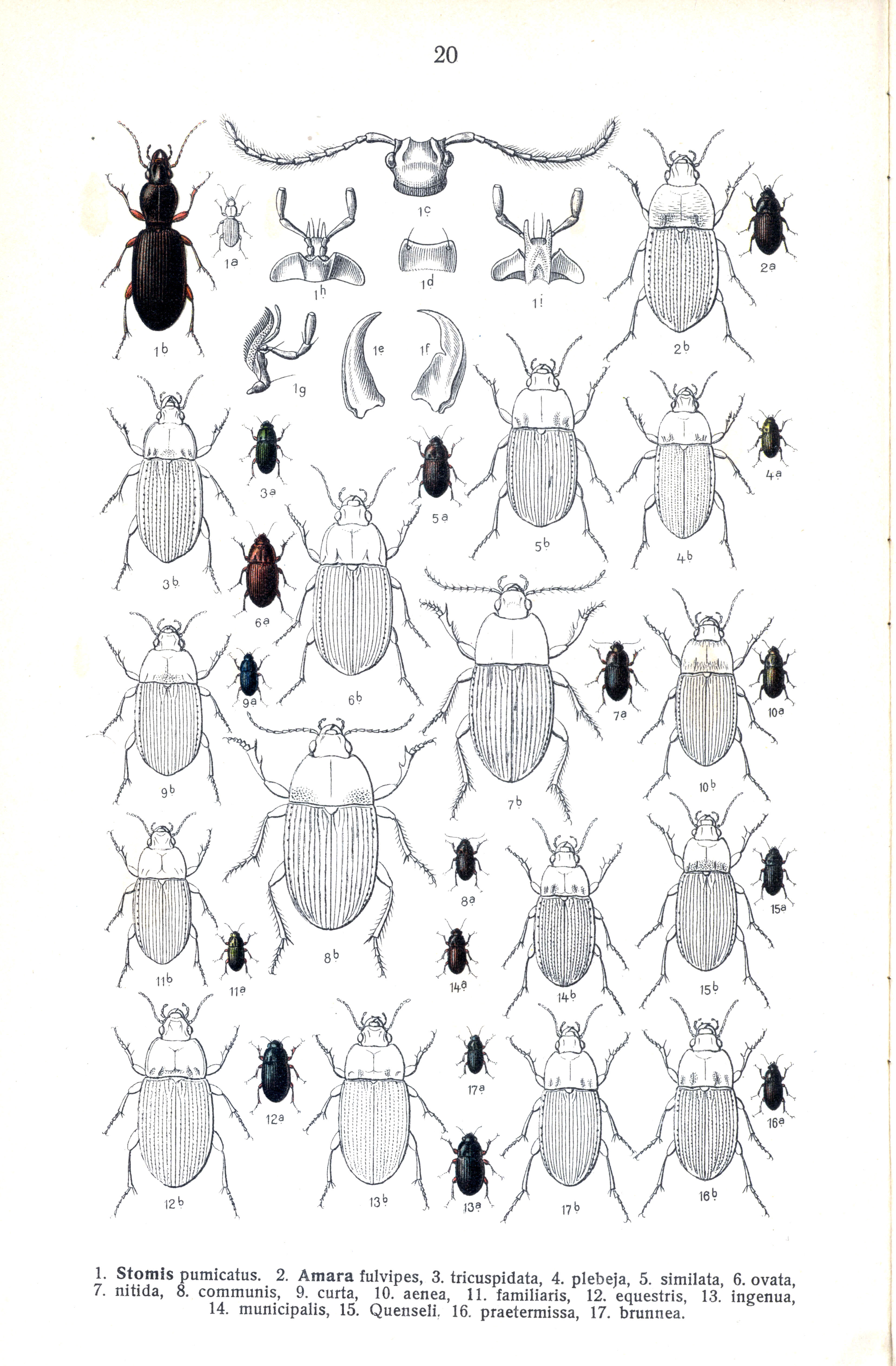
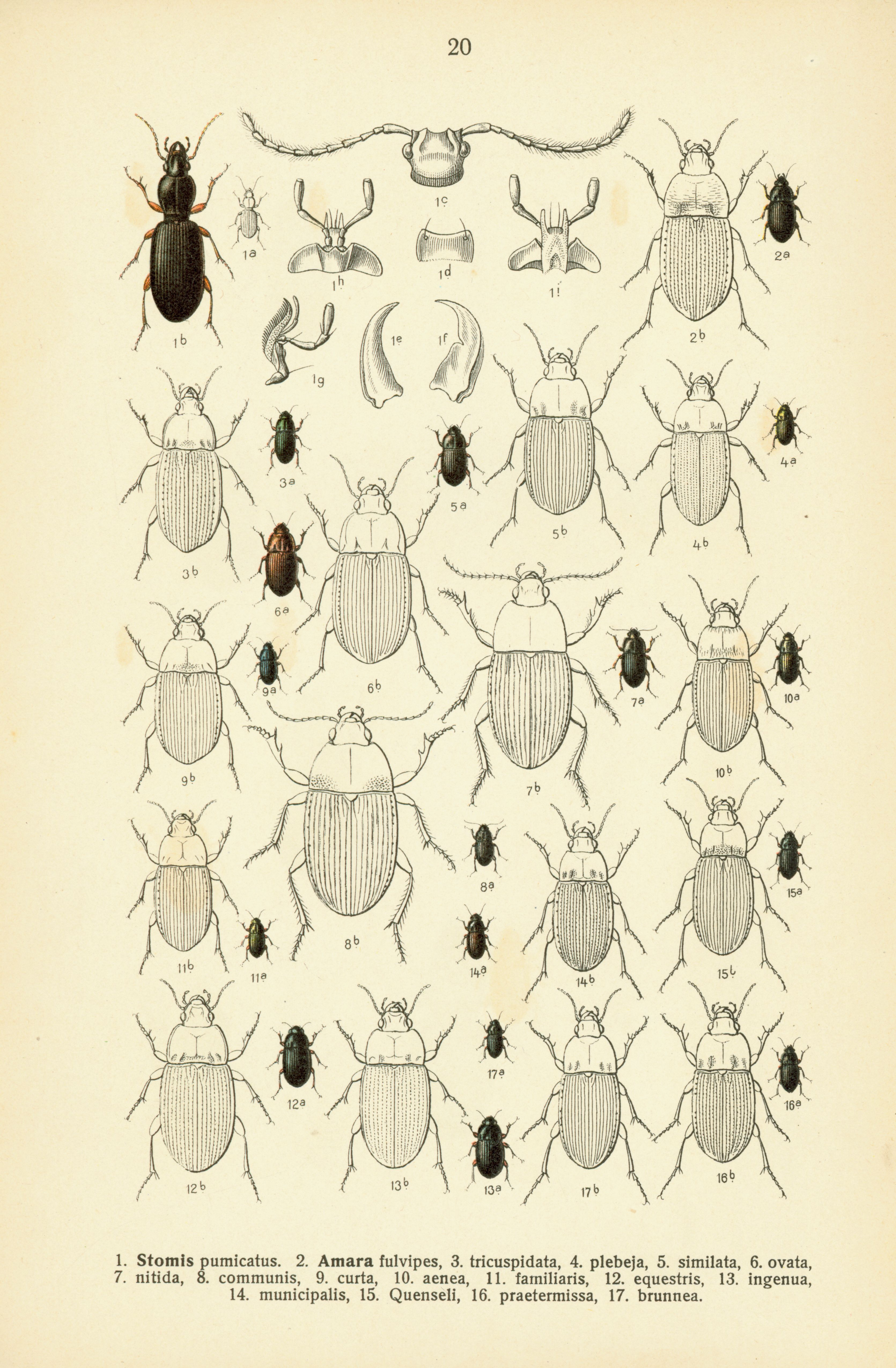